# 宅磨為辰
宅磨為辰（たくま ためとき、生没年未詳）は、平安時代後期から鎌倉時代初期の宅磨派の絵仏師。宅磨為遠の次男。

## 作品と経歴
- 文治年間（1185年－1190年）、神護寺の塔頭納涼房の弘法大師（空海）像を描く。